# Rein Meekels
Rein Meekels (Arnhem, 22 december 1975) is een voormalig Nederlands voetballer, die speelde als aanvaller.

## Clubcarrière
In het seizoen 2003-2004 maakte Meekels zijn debuut als profvoetballer bij AGOVV Apeldoorn; hij deed dat in het competitieduel op 15 augustus 2003 toen AGOVV Apeldoorn met 2-1 verloor op eigen veld van TOP Oss. Meekels gaf in die wedstrijd overigens wel een assist op Klaas-Jan Huntelaar. Huntelaar scoorde toen zijn eerste doelpunt in het betaalde voetbal.
In zijn tweede profjaar speelde de rechterspits dertig wedstrijden in de eerste divisie, waarin hij twee keer scoorde. Meekels beëindigde vervolgens zijn profloopbaan  en vervolgde zijn carrière bij VV De Bataven, om na vijf jaar naar SC Bemmel te vertrekken. Daar stopte hij in de zomer van 2012.
Meekels werd met AGOVV (amateurs) kampioen van de Hoofdklasse C zondag onder leiding van Peter Bosz, daarna werd AGOVV algeheel kampioen van de Hoofdklasse zondag. De grootste 'prijs' behaalde Meekels met AGOVV door algeheel amateurkampioen van Nederland te worden. 
Meekels werd eerder al kampioen met VDZ in de 3e klasse en bij Robus et Velocitas in de 2e klasse.
Na zijn periode bij AGOVV werd Meekels nog eens kampioen bij vv de Bataven in de 1e klasse om in zijn laatste seizoen bij sc Bemmel ook nog te promoveren naar de 1e klasse.

## Maatschappelijke carrière
Rein Meekels is afgestudeerd als Master Pedagogiek. Meekels heeft vanaf 1999 bij diverse onderwijsorganisaties gewerkt. Op dit moment is Rein Meekels werkzaam als docentenbegeleider, onderwijscoach, mentor en docent Lichamelijke Opvoeding op het Citadel College te Lent.